# Unifrance
48°52′50″ пн. ш. 2°20′00″ сх. д. / 48.880442° пн. ш. 2.333233° сх. д.
Unifrance (варіант написання — uniFrance, укр. Уніфранс) — французька організація, що надає підтримку й сприяє поширенню французьких фільмів у світі, та однойменний вебсайт, що підтримується організацією.

## Історія та діяльність
Створена в 1949 році як «AFDEC» (фр. Association Française de Diffusion et d'Expansion Cinématographique) у формі асоціації відповідно до закону 1901 року Unifrance управляється французькими державними органами, зокрема CNC (фр. Centre national du cinéma et de l'image animée). Асоціація налічує близько 1000 членів: виробників художніх і короткометражних фільмів, експортерів, агентів з продажу, режисерів, акторів, авторів (сценаристів) і агентів по роботі з талантами. З 1984 року Асоціація має статус міжнародної.
Сайт unifrance.org також пропонує розлогу багатомовну (французька, англійська, іспанська та японська мови) базу даних французьких фільмів з великою кількістю професійних каталогів, календарів подій та каталогів міжнародних фестивалів і кіноринків, інформацію про новини та життя французьких фільмів у світі, а також кількісні оцінки експорту і розповсюдження фільмів по країнах.

### Експертиза
Від початку свого створення, Unifrance International провела дослідження міжнародних ринків та їхньої еволюції, і таким чином, може сьогодні запропонувати свій унікальний експертний досвід. Асоціація пильно стежить за кар'єрами французьких художніх фільмів, як у кінопрокаті, так і на телебаченні, впродовж усього року в 50 країнах світу. Отримана інформація є об'єктом економічних досліджень (управління даними й аналізом ринку, виробничою статистикою, супроводом і продовженням продажів фільму, знання компаній і їх директорів тощо), які доступні як для членів асоціації, так і для кожного партнера французького кіно зокрема.

### Міжнародна присутність
Unifrance є присутньою на кожному етапі в житті французького фільму за кордоном: від вибору визнаним кінофестивалем або його показу на світовому ринку, до його кінопрокату на одній або декількох іноземних територіях, таким чином збільшуючи цінність французьких фільмів.
Асоціація бере участь у понад 60-ти міжнародних кінофестивалях і ринках, включаючи: Каннський кінофестиваль, Берлінський міжнародний кінофестиваль, Міжнародний кінофестиваль у Торонто, Венеційський міжнародний кінофестиваль, міжнародні кінофестивалі в Роттердамі, Сан-Себастьяні, Пусані, Локарно, незалежний кінофестиваль в Римі, AFM (Американський кіноринок).

### Керівництво
Президентом Unifrance з липня 2017 року є Серж Тубіана́, французький журналіст та кінокритик.